# Harding Sonne
Hans Harding Sonne (født 3. september 1883 i København, død 23. juni 1966 i Hornbæk) var en dansk officer og kammerherre.
Han var søn af grosserer Edvard Christian Sonne (død 1926) og hustru f. Berg (død 1919), blev student 1900, sekondløjtnant 1905, premierløjtnant 1907, kaptajn 1919, oberstløjtnant 1931 og oberst 1937. Sonne var chef for 1. feltartilleriregiment 1938-45, kontorchef i Krigsministeriet 1927-32 og fik afsked 1945. Han var leder af Hærens Krudtværk i Frederiksværk 1946-47, tilsynsførende med Hærens Musikkorps 1928-55 og med de danske krigergrave m.v. fra 1948.
Han var formand for Artilleriofficersforeningen 1939-42 og for Dansk Korforening 1944-56 og blev æresmedlem af Feltartilleriforeningen i København og af Dansk Korforening. Han var Kommandør af Dannebrog og Dannebrogsmand og bar Hæderstegnet for god tjeneste ved Hæren og udenlandske ordener.
Han har bl.a. komponeret: Veterankantaten (1914, opført i Det Kongelige Teater og Københavns Rådhus).
Han blev gift 2. maj 1913 med Edel van der Aa Kühle (23. august 1893 i Valby – 1. juli 1995), datter af fabrikant F.E. van der Aa Kühle og hustru Agnes Armgard de la Laing.